# Lisa Gets the Blues
«Lisa Gets the Blues» (с англ. — «Лиза играет блюз») — семнадцатая серия двадцать девятого сезона мультсериала «Симпсоны». Впервые вышла 22 апреля 2018 года в США на телеканале «FOX». С выходом этой серии мультсериал достиг рекорда сериала «Дымок из ствола» (англ. «Gunsmoke») по количеству эпизодов как самый длинный сериал, выходящий в прайм-тайм.
Серия была посвящена памяти Ли Эрми, который умер за неделю до выхода серии в возрасте 74 лет.

## Сюжет
Мистер Ларго отговаривает Лизу играть на саксофоне из-за того, что, как бы она ни старалась, некоторые люди будут лучше её, это требование поддержал директор Скиннер.
Дома Мардж пытается заставить Лизу поиграть перед семьёй, но она не может. Посмотрев в Интернете, она обнаруживает, что у неё неизлечимое заболевание, называемое «мандражем».
Тем временем на школьной площадке Барт подшучивает над Джимбо, но его ловят Кирни и Дольф. Они заставляют его исполнить роль «Маленькой сироты Энни» в девчачем платье с париком, и заставляют его петь в кафетерии, когда дети начинают бросаться в него едой.
Мардж планирует поездку в Гейнсвилл (штат Флорида) к 100-летию со дня рождения двоюродной тёти Мардж Юнис. Это вызывает большое разочарование у семьи Симпсонов. Находясь в самолёте, Гомер ожидает избежать взлёта, но даже пассажир, сидящий между двумя болезненно тучными пассажирами, не готов протестовать. Тогда Барт пинает сиденье перед собой, создавая принцип домино, который вырождается в драку, которая в итоге заставляет самолёт сменить пункт назначения на Новый Орлеан, к большому облегчению пассажиров. По прибытии Мардж решает подбодрить Лизу, но решает сдаться после того, как они встречают группу, празднующую 98 % влажности. Мардж решает, что Гомер справится с ситуацией лучше.
Безуспешно пытаясь осчастливить Лизу, Гомер продолжает «перекусывать» в многочисленных городских ресторанах, в конце концов ему нужен блюваторий. Посещая достопримечательности города, он и Лиза находят статую Луи Армстронга, которая оживает по желанию Лизы. Луи призывает Лизу насладиться городом и послушать Гомера.
Тем временем Мардж пытается сделать Новый Орлеан интересным для Барта, чья скука утихает при нахождении магазина вуду, где он планирует отомстить школьным хулиганам. В магазине вуду мальчик покупает вуду хулиганов, в то время как в церкви по соседству Мардж молится за нормальное путешествие для семьи без «демонов».
Руководитель группы джаз-бара «The Spotted Cat» (с англ. — «Пятнистый кот»), в который входят Лиза и Гомер, является племянником покойного Мерфи Кровавые Дёсны (чье имя, очевидно, Оскар). Он говорит, что Лиза была самым многообещающим музыкантом, которого дядя знал (к большому огорчению самого племянника). В конце концов, он убеждает Лизу играть на своем саксофоне, несмотря на её протесты, разжигая заново её любовь к инструменту. Вернувшись в Спрингфилд, она продолжает играть, и призрак Луи Армстронга вновь появляется, к сожалению, желая, чтобы он снова был жив…
В финальной сцене Гомер, Лиза и Барт едят бенье в кафе «Du Monde». Гомер комментирует, что серия, которая выйдет на следующей неделе превзойдёт по количеству эпизодов «Дымок из ствола» (англ. «Gunsmoke»). Когда Барт упоминает об их радиопостановках (которая длилась 432 эпизода), Гомер принудительно кормит Барта бенье.

## Культурные отсылки и интересные факты
- В августе 2019 года две швейцарские туристки почти повторили тур Гомера по многочисленным новоорлеанским ресторанам[1][2][3].

## Отношение критиков и публики
Во время премьеры на канале Fox эпизод просмотрели 2.19 млн человек с рейтингом 0.9, что сделало его самым популярным шоу на канале Fox в ту ночь. Деннис Перкинс из «The A.V. Club» дал эпизоду оценку C+, сказав, что серия «быстро рассеивает любые намерения вернуть старый трагикомический резонанс Лизы Симпсон над чередой самоссылочных приколов, непоследовательно набросанных ударов персонажа».
Тони Сокол из Den of Geek дал серии 4/5 звёзд.
На сайте The NoHomers Club согласно голосованию большинство фанатов оценили серию на 4/5 со средней оценкой 2.65/5.